# Planta de selección de residuos sólidos urbanos
Según se dispone en la Ley 22/2011, de 28 de julio, de residuos y suelos contaminados en España, un residuo es cualquier sustancia u objeto que su poseedor deseche o tenga la intención o la obligación de desechar.
Así mismo se indica que los residuos domésticos, también conocidos como Residuos Sólidos Urbanos (RSU), son los residuos generados en los hogares como consecuencia de las actividades domésticas.
La citada ley, en su artículo 8, establece la jerarquía de los residuos como principio fundamental de su política.
Las administraciones competentes en el desarrollo de las políticas y de la legislación en materia de prevención y gestión de residuos, aplicarán para conseguir el mejor resultado ambiental global la jerarquía de residuos por el siguiente orden de prioridad:
1. Prevención y minimización
2. Preparación para la reutilización
3. Reciclaje
4. Otro tipo de valorización, incluida la recuperación energética, y
5. Eliminación o disposición

Esta jerarquía se presenta habitualmente en forma de pirámide.

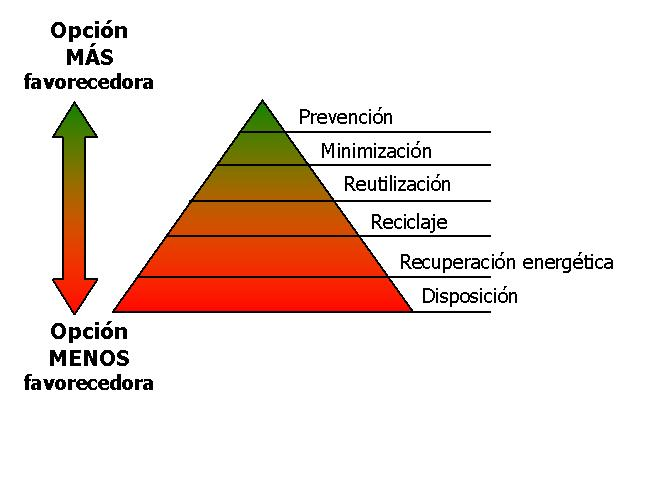
Jerarquía de los tratamientos de residuos

## Objetivos
En los últimos tiempos, la implantación de políticas avanzadas de gestión de residuos ha incidido especialmente en la segregación de flujos en origen mediante el desarrollo de una serie de recogidas selectivas asociadas a distintas tipologías de residuos, principalmente las siguientes:
- Papel y cartón
- Vidrio
- Envases Ligeros

Y en menor medida materia orgánica recogida selectivamente, también conocida como FORM o FORSU dependiendo de su ámbito de localización.

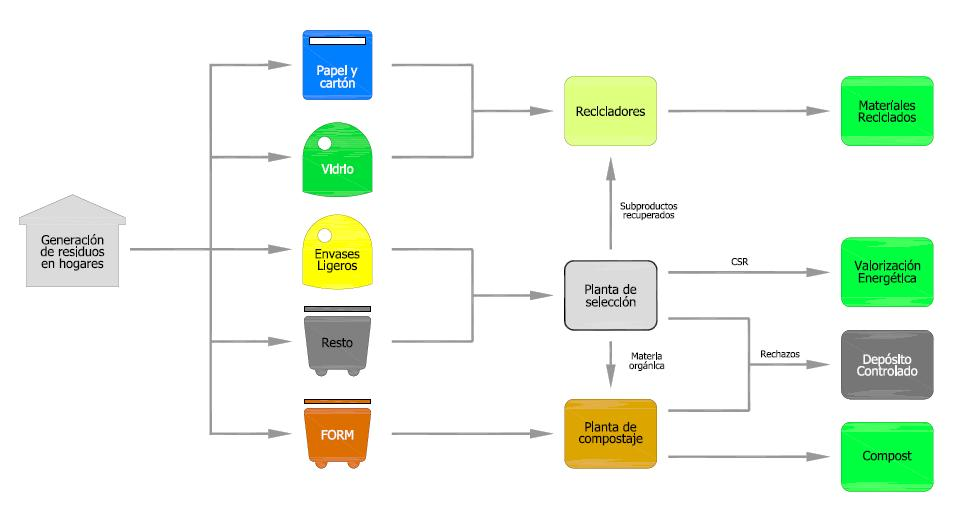
Tipos de residuos y su tratamiento

Este esquema de gestión ha obligado a la creación de infraestructuras adecuadas para la separación de los residuos mezclados, principalmente los depositados en los contenedores de envases ligeros (amarillo) y resto (gris), con el objeto de obtener flujos de materiales con destinos alternativos a la eliminación en Depósito Controlado.
Siguiendo los principios establecidos en la jerarquía de los residuos, los principales objetivos de una planta de selección moderna pueden resumirse en cuatro:
- Segregación de flujos con un alto porcentaje de materia orgánica fermentable para su posterior estabilización mediante tratamiento biológico, ya sea del tipo aeróbico (compostaje) o anaeróbico (metanización).
- Separación por tipologías de materiales reciclables, principalmente envases ligeros y papel-cartón, para su reciclaje y conversión en nuevas materias primas.
- Conversión de las fracciones ligeras de los residuos en Combustible Sólido Recuperado (CSR) para su valorización energética en instalaciones industriales.
- Preparación de los rechazos no recuperables para una correcta eliminación en Depósito controlado.

## Tipologías de Plantas de selección
Históricamente, las plantas de selección de residuos procedentes de la recogida domiciliaria se basaban en operaciones de selección manual. 
El esquema básico de proceso de este tipo de plantas incluía las siguientes etapas:
- Recepción
- Selección granulométrica
- Selección manual de subproductos
- Expedición

En los últimos tiempos, el avance de las tecnologías de selección mecánica y las exigencias normativas han favorecido la aparición de instalaciones de selección dotadas de un elevado grado de automatización.

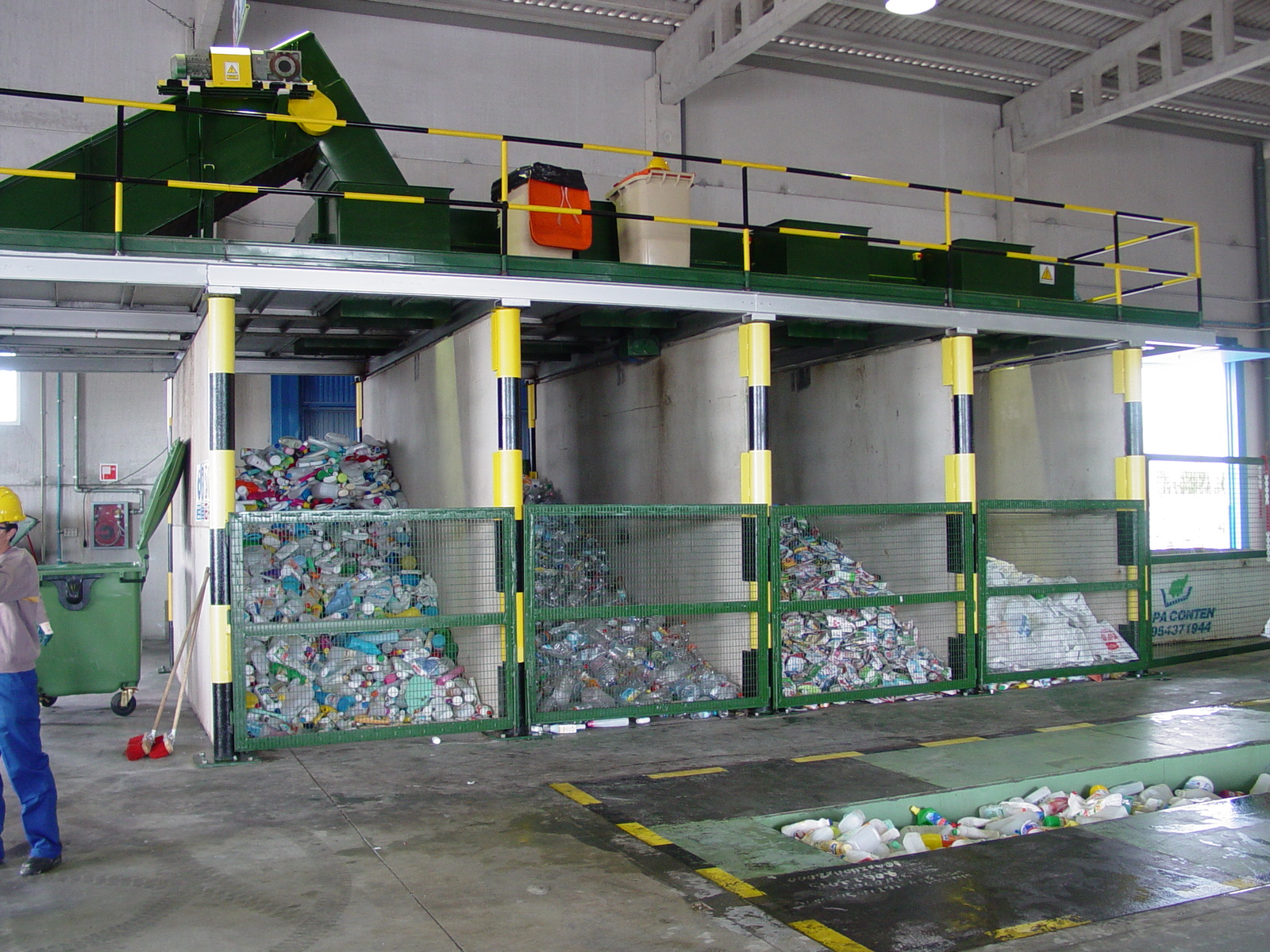
Instalación manual

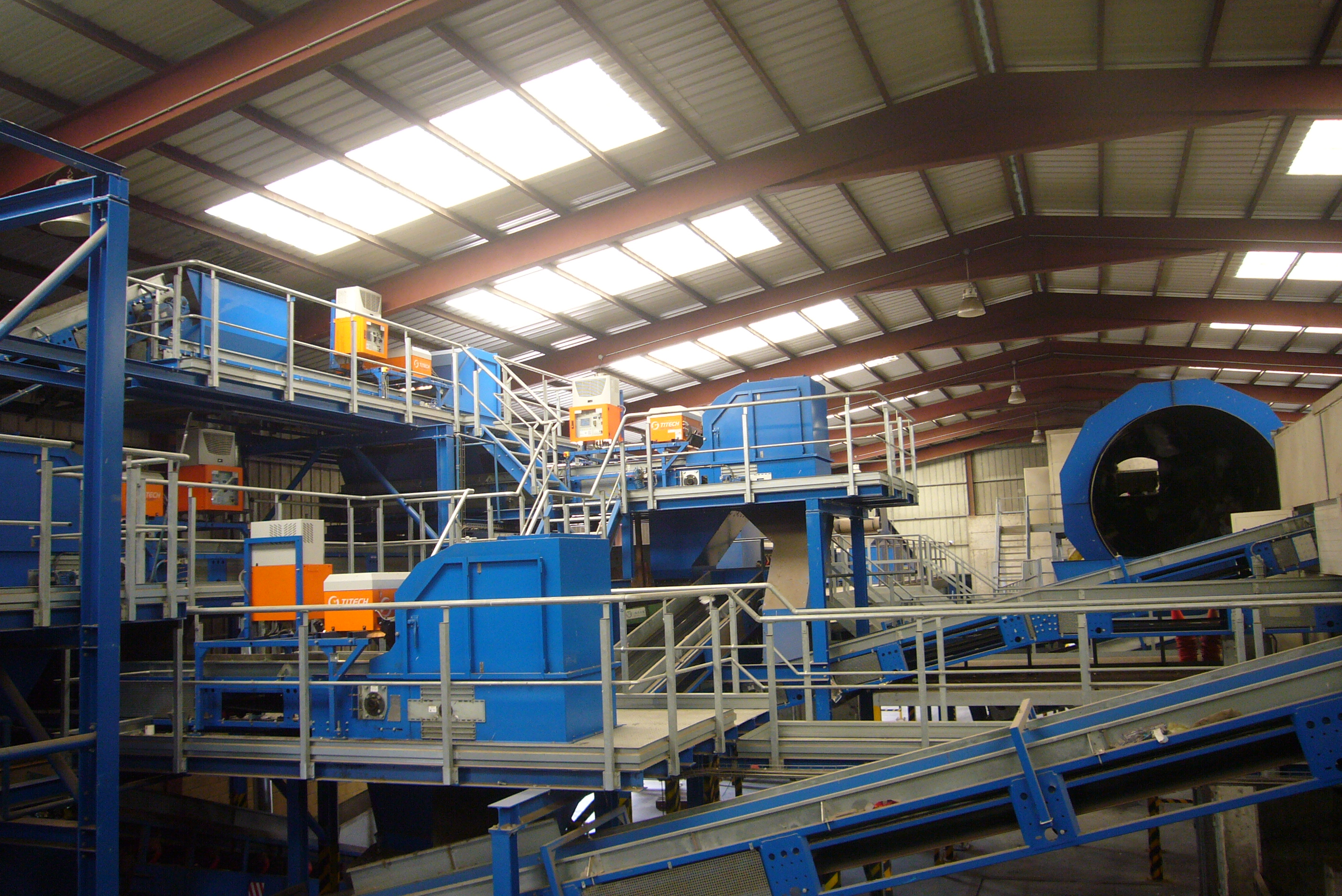
Instalación automatizada

Los beneficios más importantes de este último tipo de plantas con respecto a sus predecesoras pueden resumirse en cinco:
1. Aumento de los porcentajes de recuperación directa.
2. Diversificación de las tipologías de subproductos recuperados.
3. Generación de flujos destinados a valorización energética.
4. Minimización del porcentaje de rechazo a Depósito Controlado.
5. Disminución de costes operativos.

A continuación se describen con más detalle los principios de funcionamiento de una instalación de selección de residuos automatizada.

## Descripción del proceso de selección automatizado
Una planta de selección automatizada típica presenta una serie de etapas de proceso localizadas en áreas:
- Área de recepción
- Área de selección granulométrica
- Área de selección densimétrica
- Área de selección de subproductos
- Área de preparación de CSR
- Área de expedición

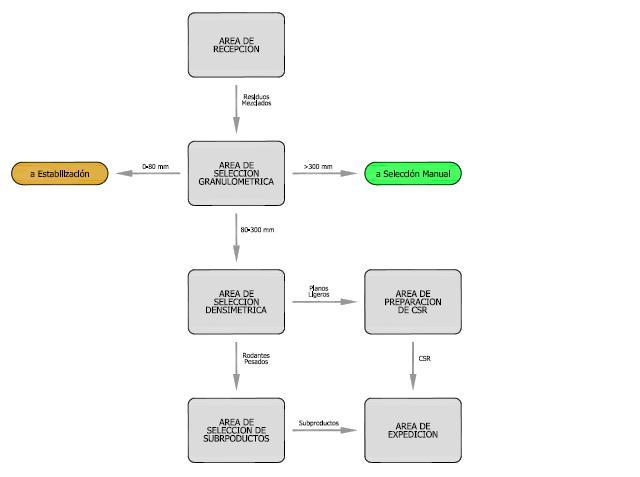
Proceso de selección automatizado

A continuación se describe brevemente cada una de las citadas áreas:

### Área de recepción
En esta zona se recepcionan los residuos a procesar. 
Suele disponer de una plataforma de maniobra que facilita las operaciones de descarga de los vehículos encargados de la recogida en origen de los residuos generados en los domicilios.
Esta área presenta también una zona destinada a efectuar tareas de “pulmón” de alimentación de la instalación de proceso. La capacidad de esta zona se calcula habitualmente en un mínimo de dos días de producción y puede configurarse en forma de “playa” que deberá gestionarse mediante pala cargadora o bien en forma de “foso” efectuándose su gestión mediante puente grúa dotado de pulpo electro-hidráulico.

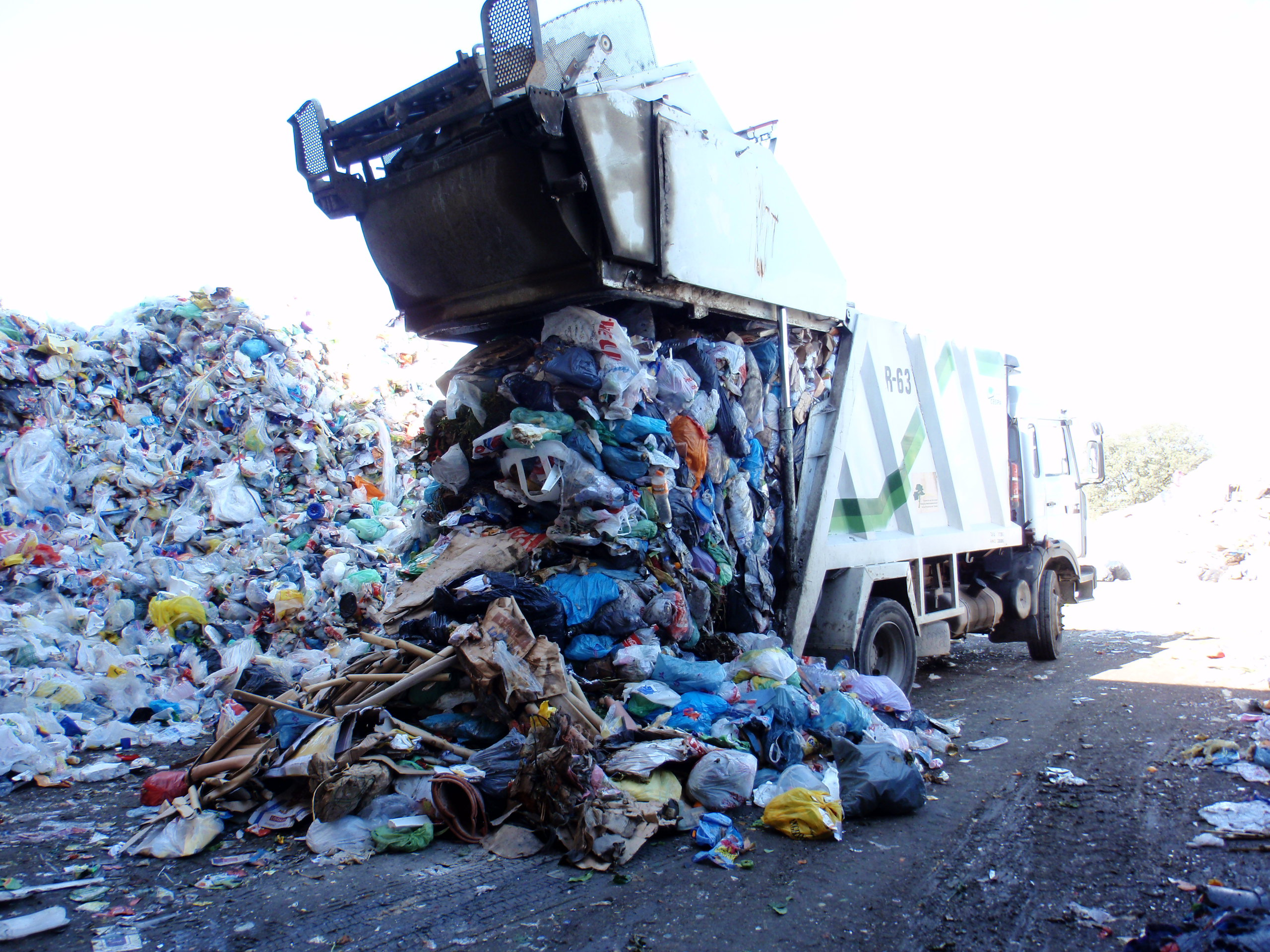
Recepción en playa

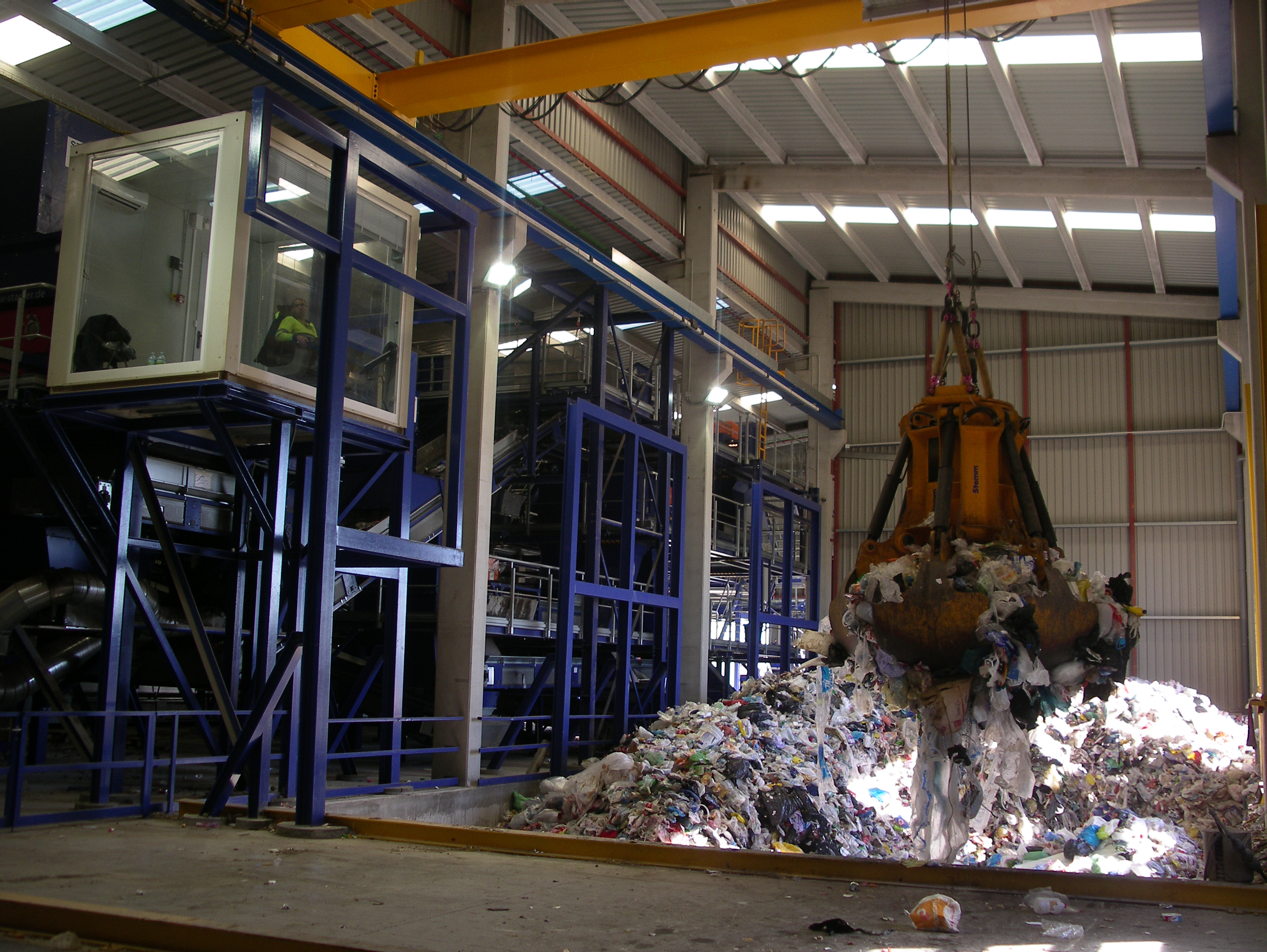
Foso de recepción

### Área de selección granulométrica
El flujo de residuos gestionados mediante pala o pulpo se deposita en un alimentador de cadenas que se encarga de transportarlos hacia una criba rotativa, también denominada “trommel”.
En el “trommel” se produce una división del flujo de residuos en varios tamaños, gracias a que este equipo dispone de zonas diferenciadas con orificios de distintos tamaños y geometrías.

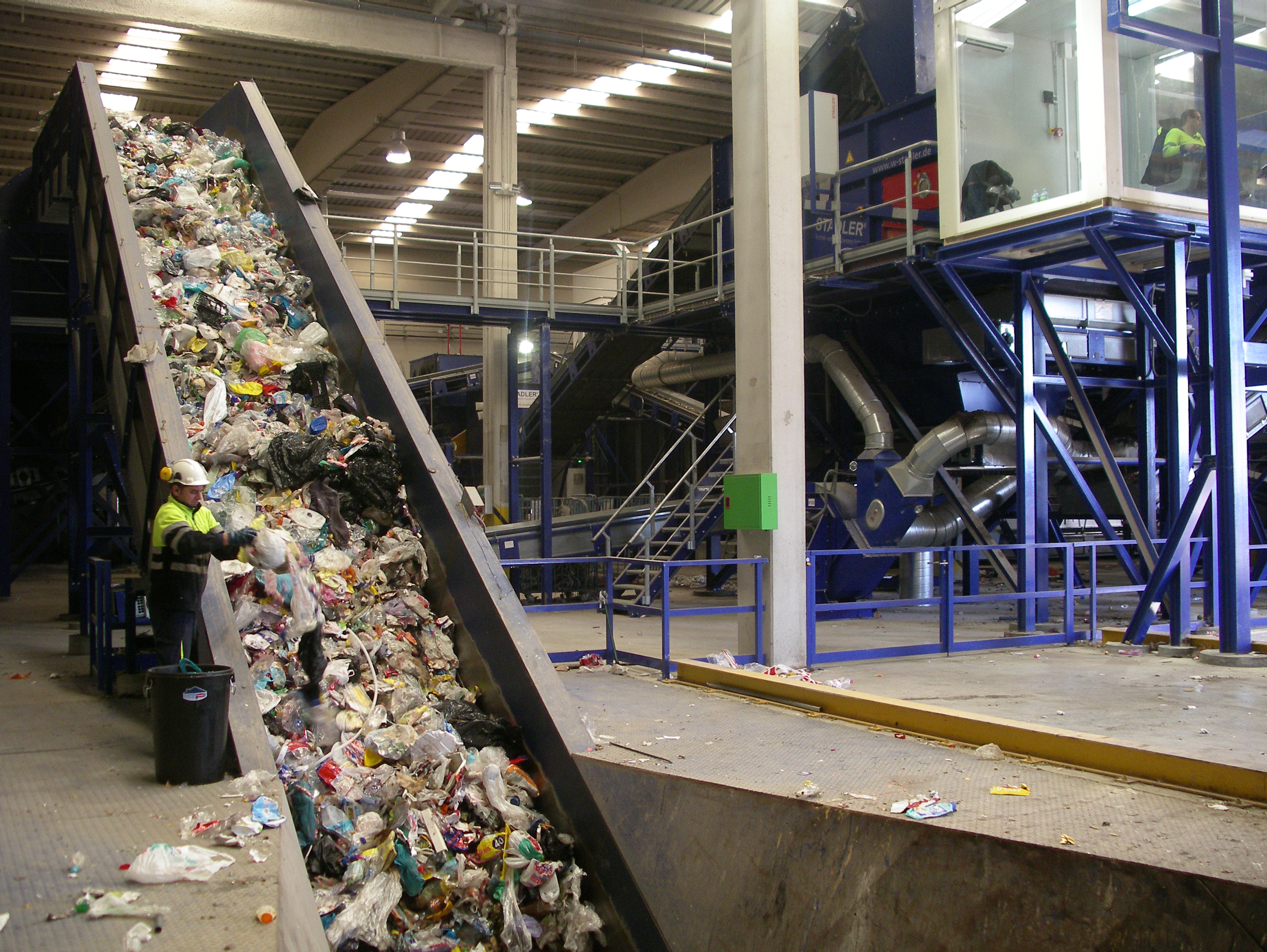
Alimentador de cadenas

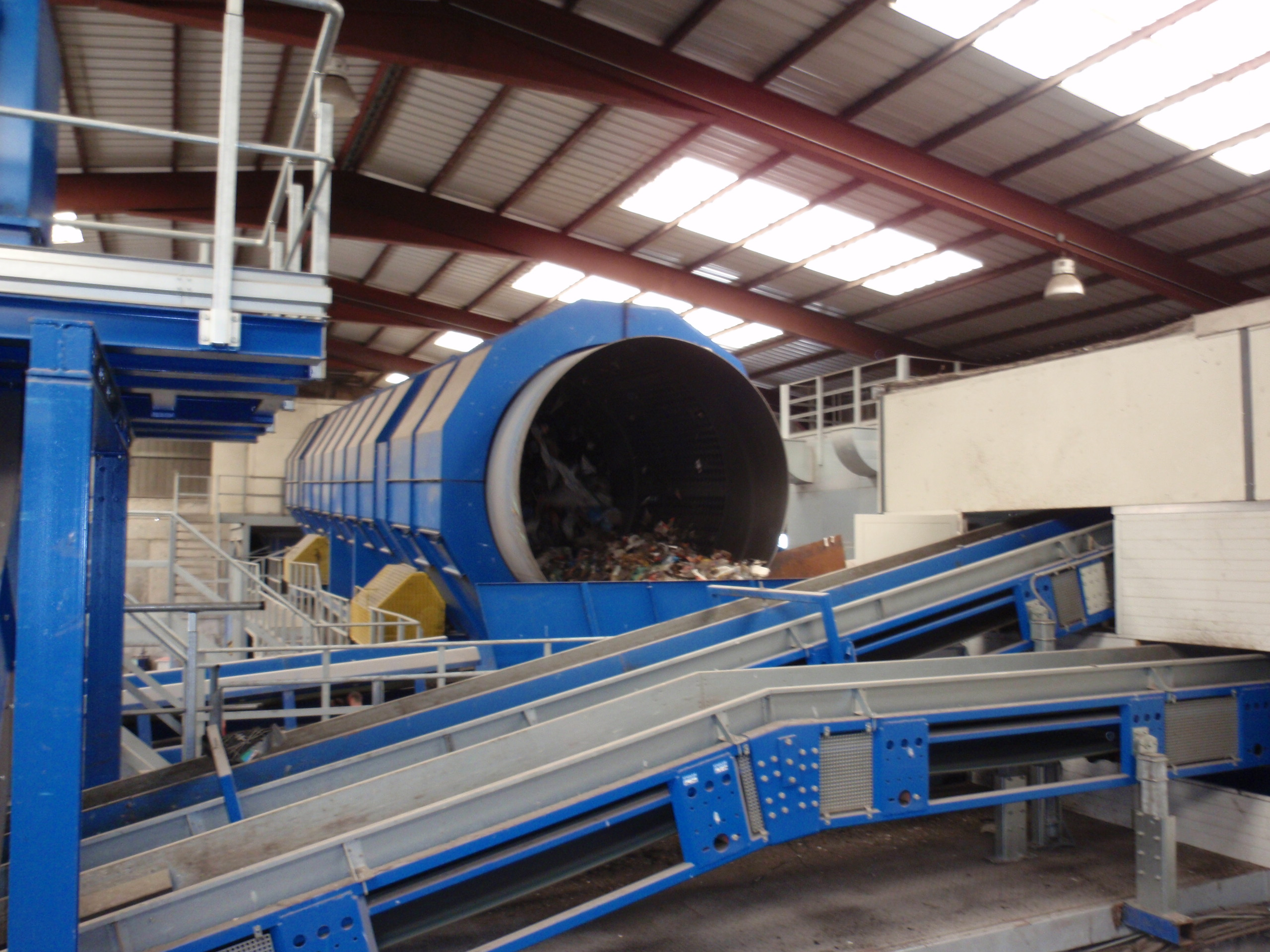
Trommel de selección

De esta manera, los materiales que presentan un tamaño menor de 80 mm se destinan a un proceso de tratamiento biológico, normalmente compostaje o metanización.
Las fracciones intermedias, ricas en materiales recuperables (plásticos, bricks, metales, papel y cartón…) se dirigen a la siguiente fase del proceso, la selección densimétrica, no sin antes pasar por una etapa de apertura de bolsas que facilita las tareas de selección que se desarrollan a continuación.
Las fracciones con una granulometría mayor de 300 mm son transportadas a una cabina de selección manual donde una serie de operarios se ocupan de extraer los materiales susceptibles de ser reciclados, básicamente cartón, chatarra y plásticos varios.

### Área de selección densimétrica
El objetivo de esta etapa del proceso es la separación del flujo de residuos por densidades, de forma que los materiales “rodantes y pesados” se dirigen a la etapa de selección mecánica de subproductos, mientras que los materiales “planos y ligeros” se destinan a la preparación de CSR.
Para conseguir este efecto se disponen básicamente dos tipos de equipos encadenados, la captación neumática de materiales ligeros y el separador balístico.

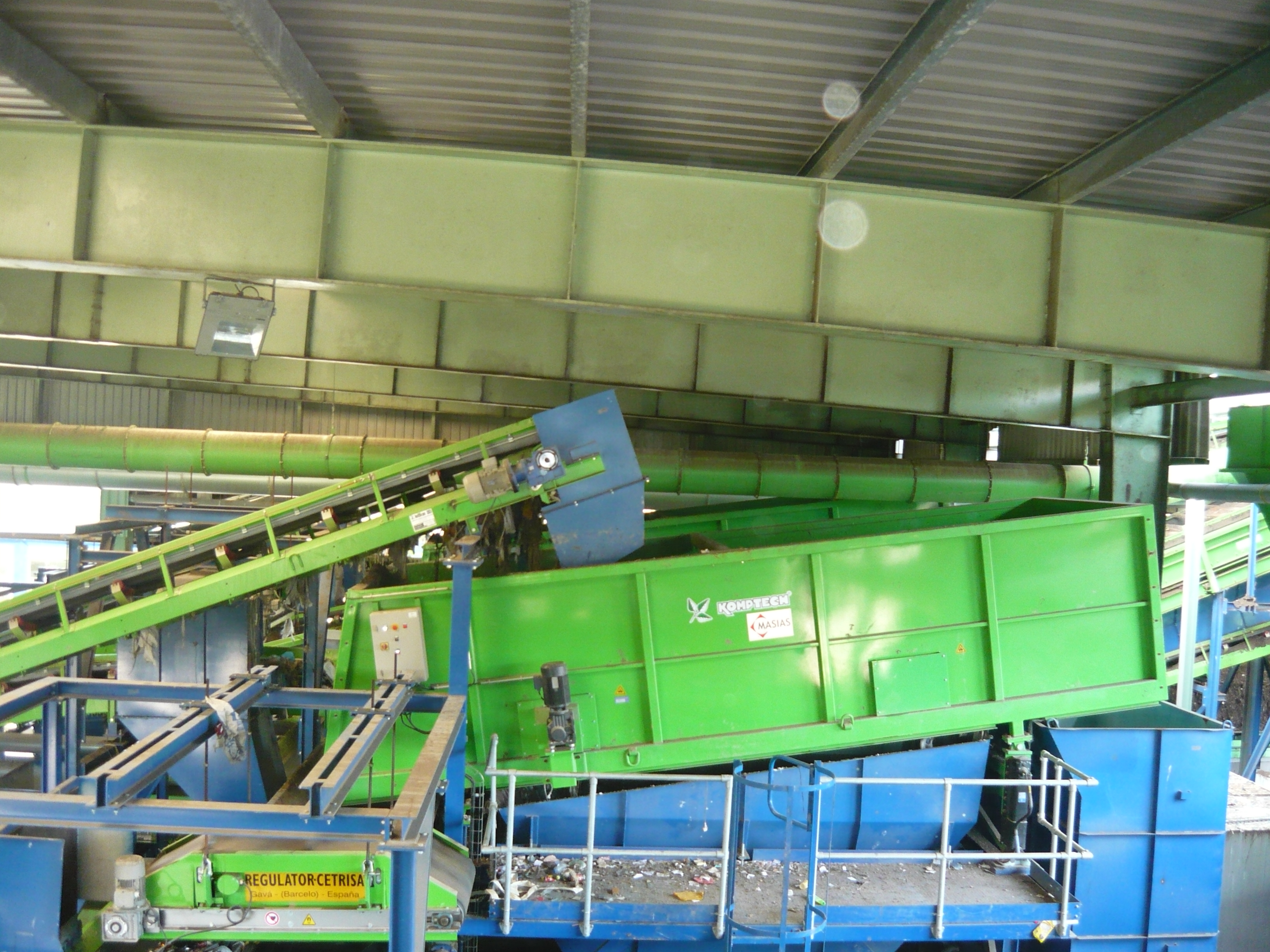
Separador balístico

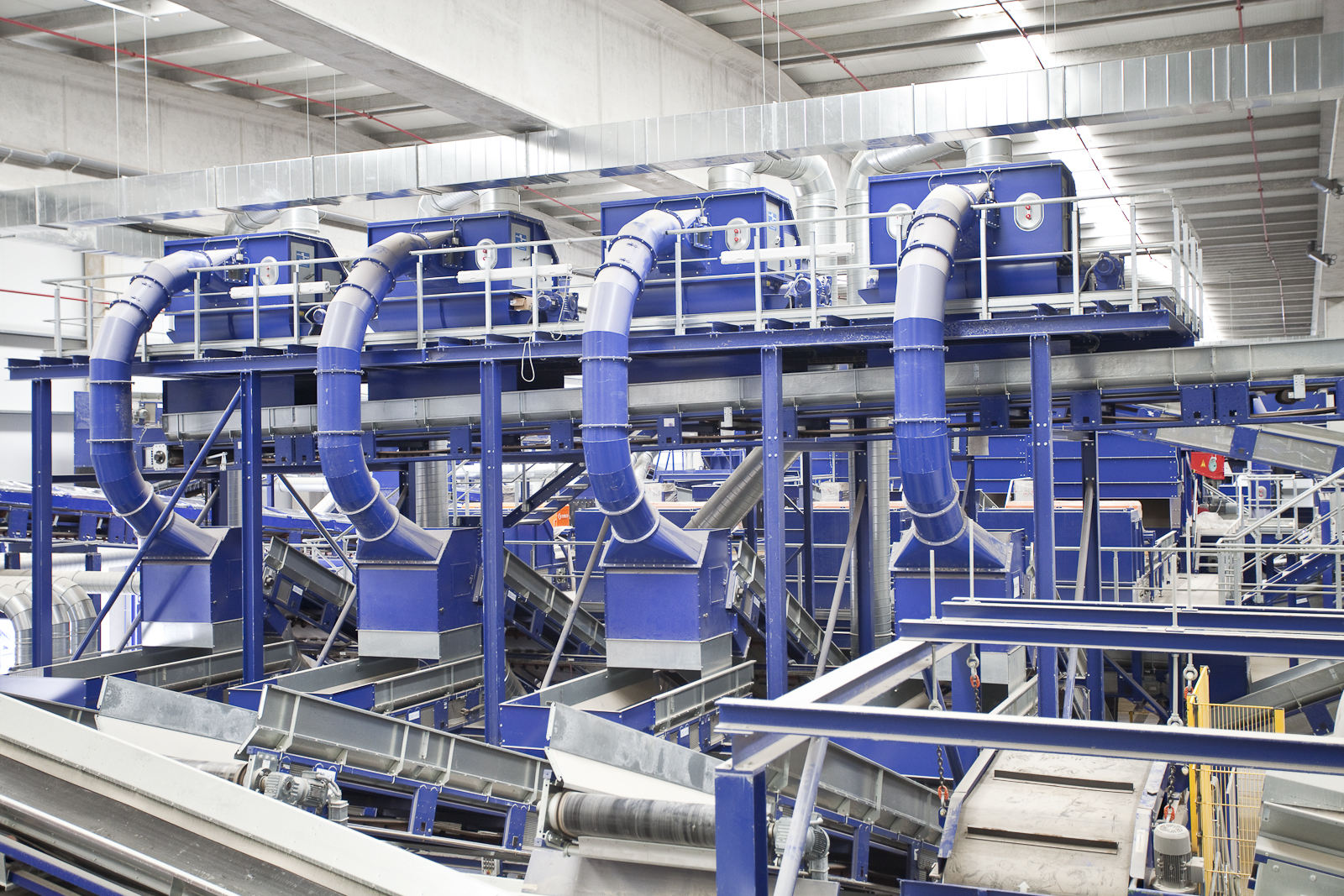
Batería de captaciones neumáticas

El resultado de esta fase del proceso de selección es la división en dos flujos diferenciados que se dirigen a los destinos anteriormente citados.

### Área de selección de subproductos
Esta etapa del proceso, alimentada a partir del flujo de materiales “rodantes y pesados” generados en la etapa anterior, tiene como objetivo la selección de subproductos según las tipologías exigidas por los distintos recicladores.
Para la consecución de esta tarea, se disponen una serie de equipos electromecánicos configurados para la separación de distintos materiales. 
Acostumbran a implantarse, como mínimo, los siguientes:
- Separadores magnéticos. Encargados de la separación de los envases férricos.
- Separadores ópticos. Aplicando distintas configuraciones tienen capacidad para seleccionar distintos tipos de plásticos (PET, PEAD, plástico mezcla) y también los tetra-bricks.
- Separadores de inducción. Se responsabilizan de la separación del aluminio.

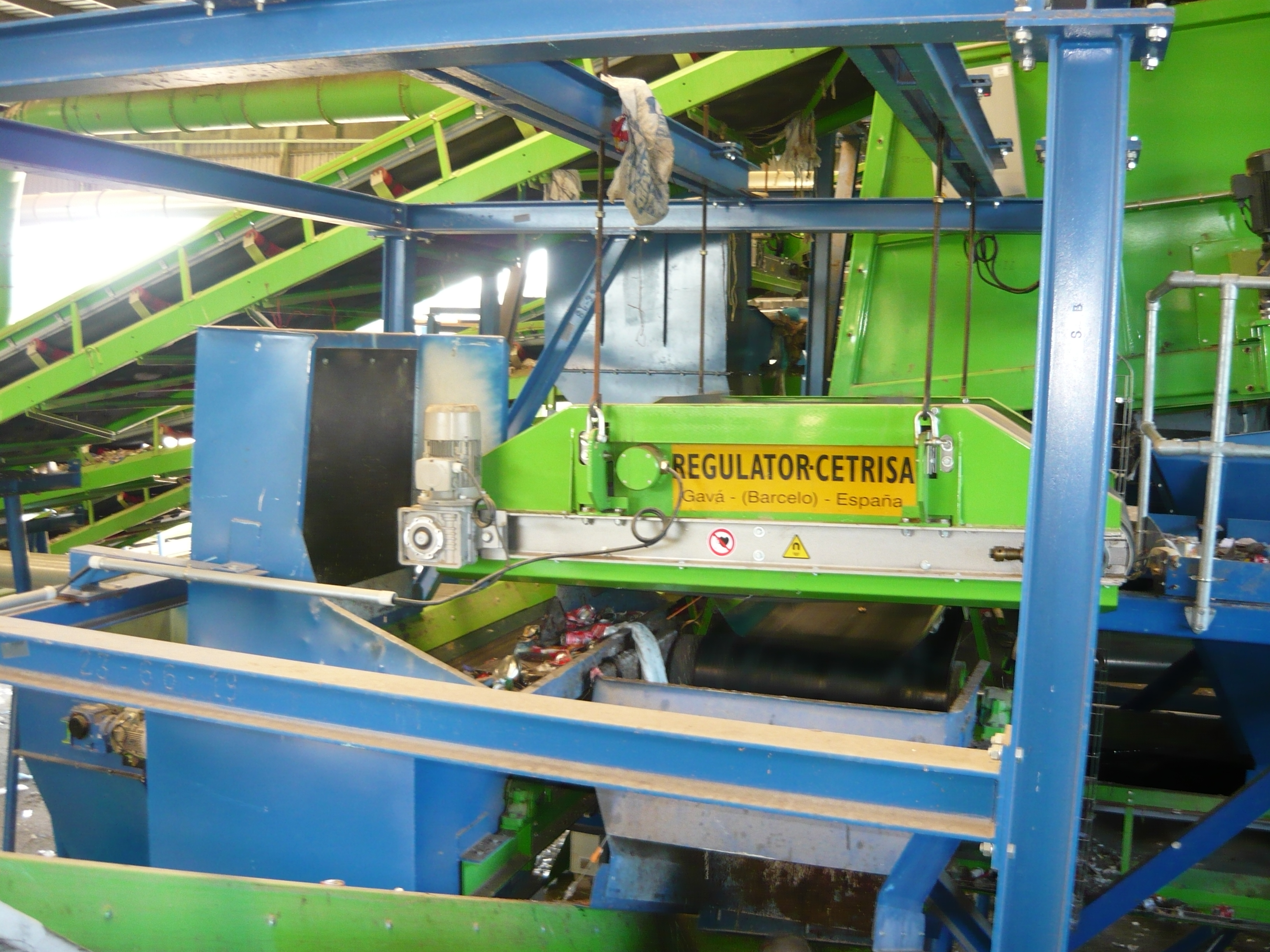
Separador magnético

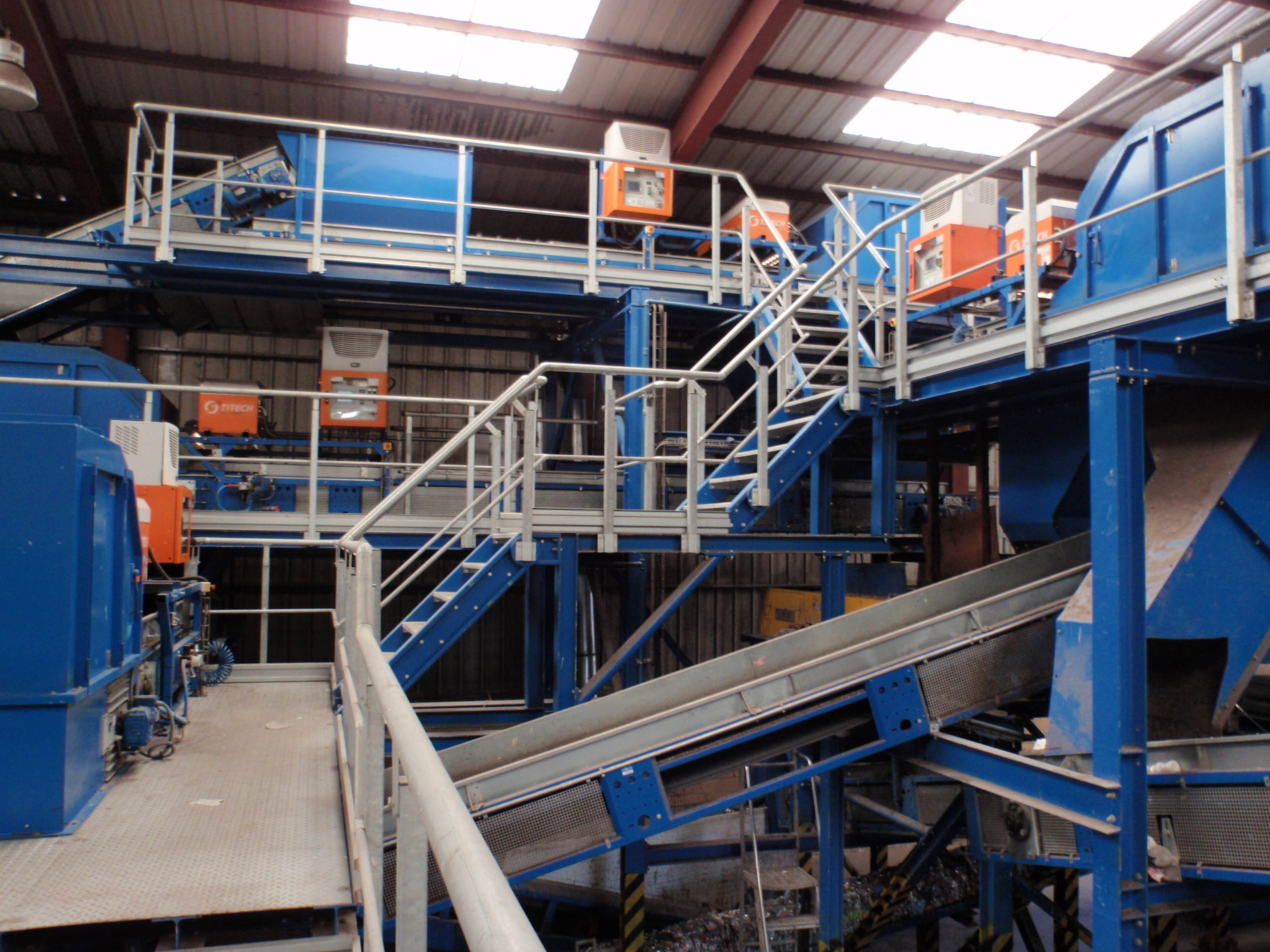
Cadena de separadores ópticos

Los materiales separados, después de pasar por un control de calidad con el objeto de cumplir las especificaciones exigidas por los distintos recicladores, son almacenados de forma individualizada mediante un conjunto de “búnkers” a la espera de su prensado.

### Área de preparación deCSR
Debido a la dificultad que presenta su separación en subproductos cuyo destino es el reciclaje directo y con el objeto de minimizar el rechazo a Depósito Controlado, el flujo de “planos y ligeros” originado en la etapa de selección densimétrica, se destina a la fabricación de un combustible denominado CSR adecuado para su utilización en hornos industriales como sustitutivo de los combustibles fósiles habituales.

La conversión en CSR de la citada fracción de los residuos se efectúa normalmente mediante la suma de dos procesos:
- Eliminación de impropios que puedan impedir su utilización como combustible (elementos férricos, cloro, metales pesados…)
- Trituración del material para conseguir la granulometría requerida por el usuario final, normalmente situada alrededor de 30 mm.

El producto terminado se almacena a granel a la espera de su expedición.

### Área de expedición
En esta zona se preparan las distintas salidas para su expedición. Estas se acondicionan según su tipología, así:
- Los productos recuperados se embalan mediante prensas.
- El CSR se transporta a granel mediante vehículos de piso móvil.
- Los rechazos se transportan a Depósito Controlado mediante cajas abiertas o cerradas.

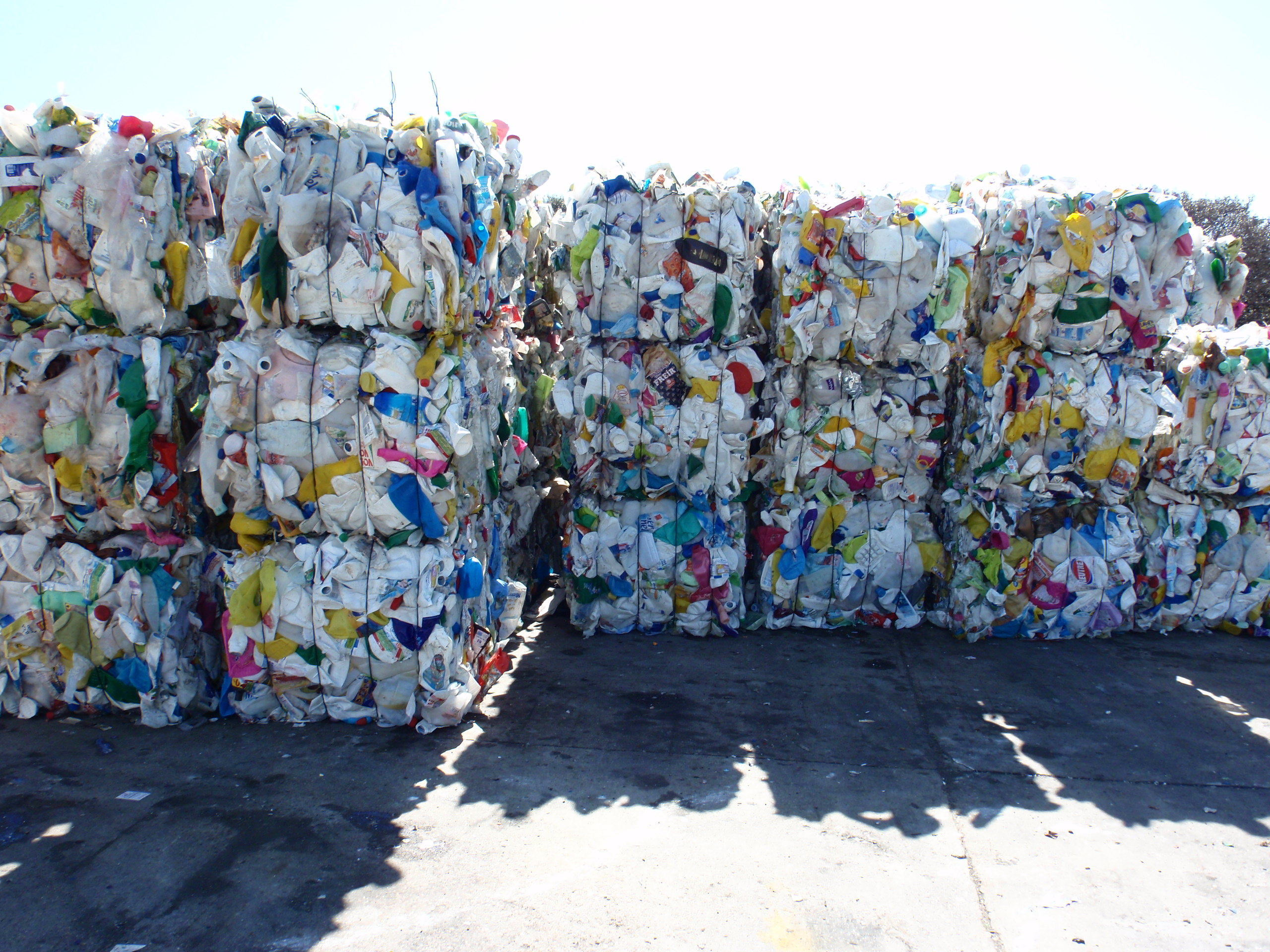
Balas de subproductos

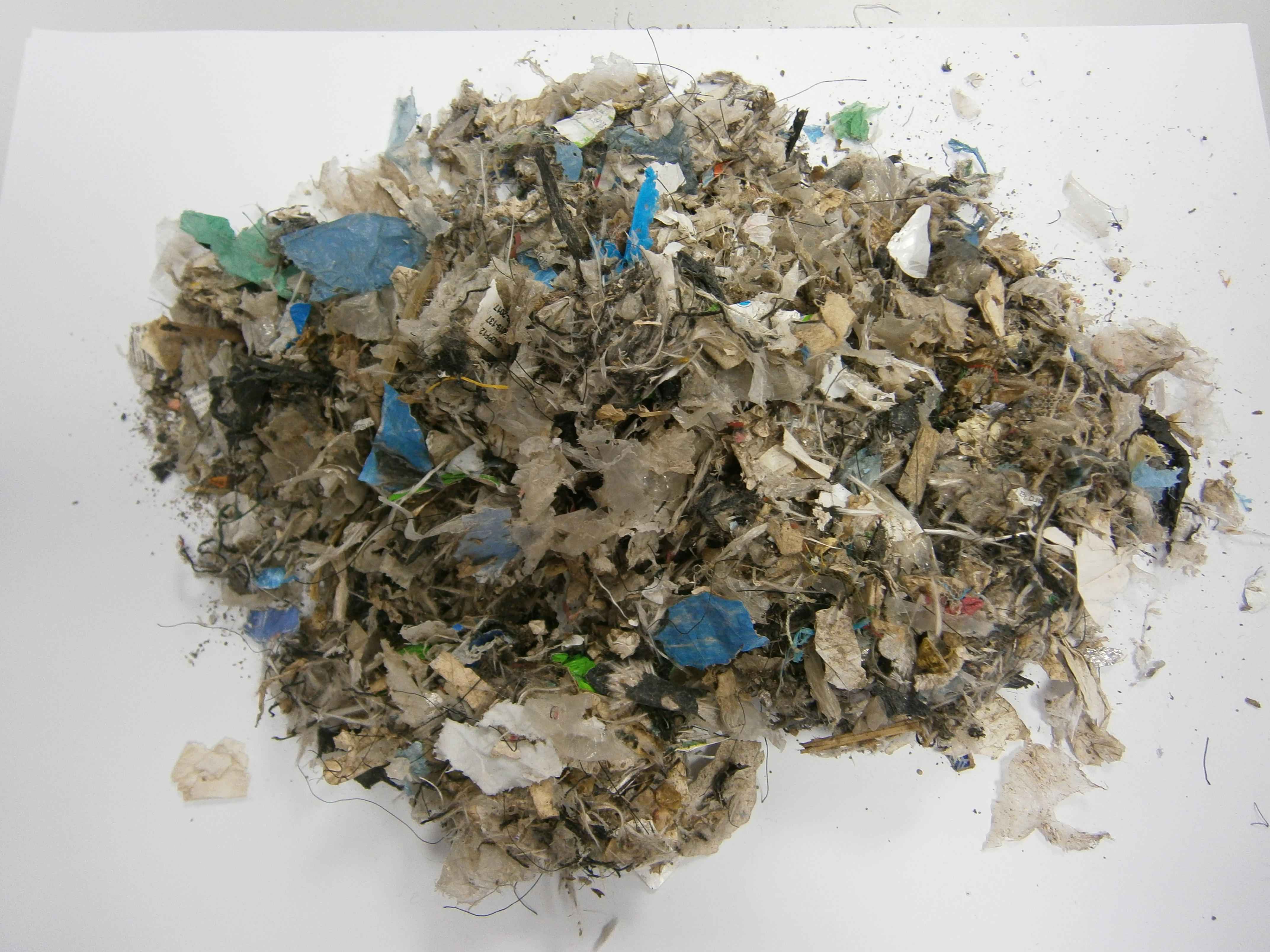
Muestra de CSR